# Liettres

Liettres este o comună în departamentul Pas-de-Calais, Franța. În 1 ianuarie 2022 avea o populație de 368 de locuitori.
Face parte din comunitatea comunelor Artois-Flandra. Este renumită pentru faptul că a ținut cele mai vechi mărturii legate de cricket din lume în 25 octombrie 1478.

## Geografie
Localitatea Liettres este situată în zona Audomarois, la 25,3 km de Saint-Omer, la 29,7 km de Bethune și la 69 km de Calais, într-o țară deluroasă, traversată de Laquette. Este din 2005 unul dintre comunele țării romanului Lys.

## Cultura și patrimoniul local
Liettres a obținut eticheta Heritage Village de la Pays de la Lys Romane.